# Типология национализма
Типология национализма — попытка разделить национализм по типам.
В зависимости от характера поставленных и решаемых задач, действующих лиц и множества других факторов, в современном мире формируется несколько типов национальных движений, различающихся своими внутренними и внешними параметрами.

## История
Одна из первых попыток типологии национализма была сделана историком Ф. Мейнеке, который в книге «Космополитизм и национальное государство» (1907 год) указал на фундаментальную разницу между политическими и культурными нациями. Эту идею развил Х. Кон в своей работе «Идея национализма» (1944 г.), где он утверждал, что в Англии, Франции, Нидерландах, Швейцарии и США национализм был в основном политическим, а в Центральной и Восточной Европе, а также в Азии, — этническим. Большинство специалистов считает, что каждая зрелая нация содержит в себе оба компонента. Как показывают последние исследования, сегодня в странах Западной Европы достаточно сильна культурная компонента, а в странах Центральной и Восточной Европы — гражданская компонента национализма. Это связывают с важностью культуры как цементирующего фактора для зрелой нации и с распространением либерально-демократических ценностей в мире.
Наряду с этим американский исследователь Дж. Брейли выделяет национализм сепаратистский, направленный на отделение той или иной нации от существующего государства; реформаторский, стремящийся придать более национальный характер структурам и отношениям существующего государства; и ирредентистский, предпочитающий объединение нескольких государств или присоединение части одного государства к другому. Другой западный учёный Дж. Хол описывает интегральный национализм, ориентированный на усиление монолитности как полинациональных, так и мононациональных обществ. А. Б. Андерсон выделил «официальный», или «правительственный» национализм, направленный на большее соответствие интересов нации интересам государства.
Весьма распространённой является также типология национализма по его политической программе, например: государственный (предполагающий сочетание национальных и государственных ценностей), радикальный (ориентирующийся на резкий разрыв этих идеалов и даже на уничтожение части прежней политической элиты), реакционный (испытывающий недоверие к новым, демократическим ценностям и пытающийся всеми методами сохранить прежние идеалы) и т. д.

## Гражданский национализм
Другие названия: революционно-демократический, политический, западный национализм
Гражданский национализм утверждает, что легитимность государства определяется активным участием его граждан в процессе принятия политических решений, то есть степенью, в которой государство представляет «волю нации». Основным инструментом для определения воли нации является плебисцит, который может иметь форму выборов, референдума, опроса, открытой общественной дискуссии и т. д.
При этом принадлежность человека нации определяется на основе добровольного личного выбора и отождествляется с гражданством. Людей объединяет их равный политический статус как граждан, равный правовой статус перед законом, личное желание участвовать в политической жизни нации, приверженность общим политическим ценностям и общей гражданской культуре.
В конце XIX века Ренан обратил внимание на роль гражданского национализма в повседневной жизни: «Существование нации — это повседневный плебисцит, как существование индивидуума — вечное утверждение жизни». Действительно, как показал Геллнер, в современных нациях на протяжении всей своей жизни граждане активно подтверждают свою национальную принадлежность и тем самым легитимный статус государства.
Что касается «исконных» с культурно-этнической точки зрения представителей нации, то согласно гражданскому национализму их может и не быть. Важнее, чтобы нация состояла из людей, которые хотят жить рядом друг с другом на единой территории.
Гражданский национализм более выражен в тех молодых нациях, которые возникли в уже существующем государстве с достаточно однородным в плане культуры населением. Именно так обстояло дело в предреволюционной Франции, поэтому ранний национализм активно поддерживал идеи свободы личности, гуманизма, прав человека, равенства. Для него были характерны рациональная вера в общечеловеческое и либеральный прогресс. Однако он играл важную роль и в более позднее время. Так, в середине XX века национально-освободительная борьба стран третьего мира с колониализмом часто опиралась на гражданский национализм как путь к интеграции общества, противопоставляя его характерному для империализма принципу «разделяй и властвуй». Выразителями подобных идей были Ганди, Неру, Мандела, Мугабе.
В рамках гражданского национализма выделяют подвиды.
Государственный национализм утверждает, что нацию образуют люди, подчиняющие собственные интересы задачам укрепления и поддержания могущества государства. Он не признаёт независимые интересы и права, связанные с половой, расовой или этнической (иногда религиозной) принадлежностью, поскольку полагает, что подобная автономия нарушает единство нации.
Либеральный национализм напротив, делает акцент на либеральных ценностях и утверждает, что патриотические нравственные категории занимают подчинённое положение по отношению к общечеловеческим нормам, таким как права человека. Либеральный национализм не отрицает приоритеты по отношению к тем, кто ближе и дороже, но полагает, что это не должно быть за счёт чужих. Одной из современных трудностей этого движения является политика государства по отношению к этническим меньшинствам. Сторонники мультикультурализма считают допустимой государственную поддержку этнических субкультур и признание коллективных прав меньшинств, чтобы они в свою очередь согласились идентифицировать себя с нацией. Сторонники индивидуальных свобод выступают против любого вмешательства государства.

## Этнический национализм
Другие названия: этнонационализм, культурно-этнический, органический, романтический, восточный национализм
Согласно этническому национализму, нация является фазой развития этноса. Он утверждает, что любая нация имеет этническое ядро и отчасти противопоставляет себя гражданскому национализму. В настоящее время «националистическими» в Восточной Европе (в том числе в России) называют как правило те движения, которые делают акцент на этнонационализме.
Этнический национализм фокусирует своё внимание на «органическом единстве» образующих нацию людей, которое может иметь культурную или генетическую природу. С его точки зрения, членов нации объединяет общее наследие, язык, религия, традиции, история, кровная связь на основе общности происхождения, эмоциональная привязанность к земле, так что все вместе они образуют один народ или сверх-семью, кровнородственное сообщество.
Чтобы культурные традиции или этническая принадлежность легли в основу национализма, они должны содержать в себе общепринятые представления (историческую память), которые способны стать ориентиром для общества. Поскольку устная традиция и личный опыт часто оказываются для этого недостаточными, средства коммуникации (язык, печать и т. д.) играют крайне важную роль.
Этнический национализм исторически возник в условиях, когда границы государства не совпадали с культурными или этническими границами и стремился привести одно в соответствие с другим. Нация при этом формировалась до государства. Романтики XIX века подчёркивали, что не всякий этнос обладает достаточной силой, чтобы стать нацией.
В отличие от гражданского национализма, этнический делает акцент на интуиции, а не на разуме; на исторической традиции, а не на рациональном прогрессе; на исторической разнице между нациями, а не на их общих устремлениях. Границы национального государства определяются географическим распределением культуры, а не стремлением закрепить контроль над материальными ресурсами.
При анализе националистической риторики следует отличать требования самоопределения от призывов к солидарности по этническому признаку. Последнее часто делается с целью усилить влияние этнических групп, которые не стремятся к национальной автономии.
Иногда при классификации выделяют культурный национализм, так что этнический национализм становится более узким понятием. Во избежание неоднозначностей, в данной статье последний называется «примордиальным этническим национализмом».
Культурный национализм определяет нацию общностью языка, традиций и культуры (в том числе, религии). Легитимность государства исходит из его способности защищать нацию и способствовать развитию её культурной и общественной жизни. Как правило, это означает государственную поддержку культуры и языка этнического большинства, а также поощрение ассимиляции этнических меньшинств для сохранения культурного единообразия нации.
Примордиальный этнический национализм полагает, что нация основана на общем реальном или предполагаемом происхождении. Принадлежность нации определяется объективными генетическими и расовыми факторами, кровью. Сторонники данной формы утверждают, что национальная самоидентификация и право нации на верховную власть в стране имеют древние этнические корни и потому носят естественный характер. В плане государственной политики, активная поддержка культуры этнического большинства сочетается с её изоляцией от других этнических групп и неодобрением ассимиляции.

## Крайний национализм

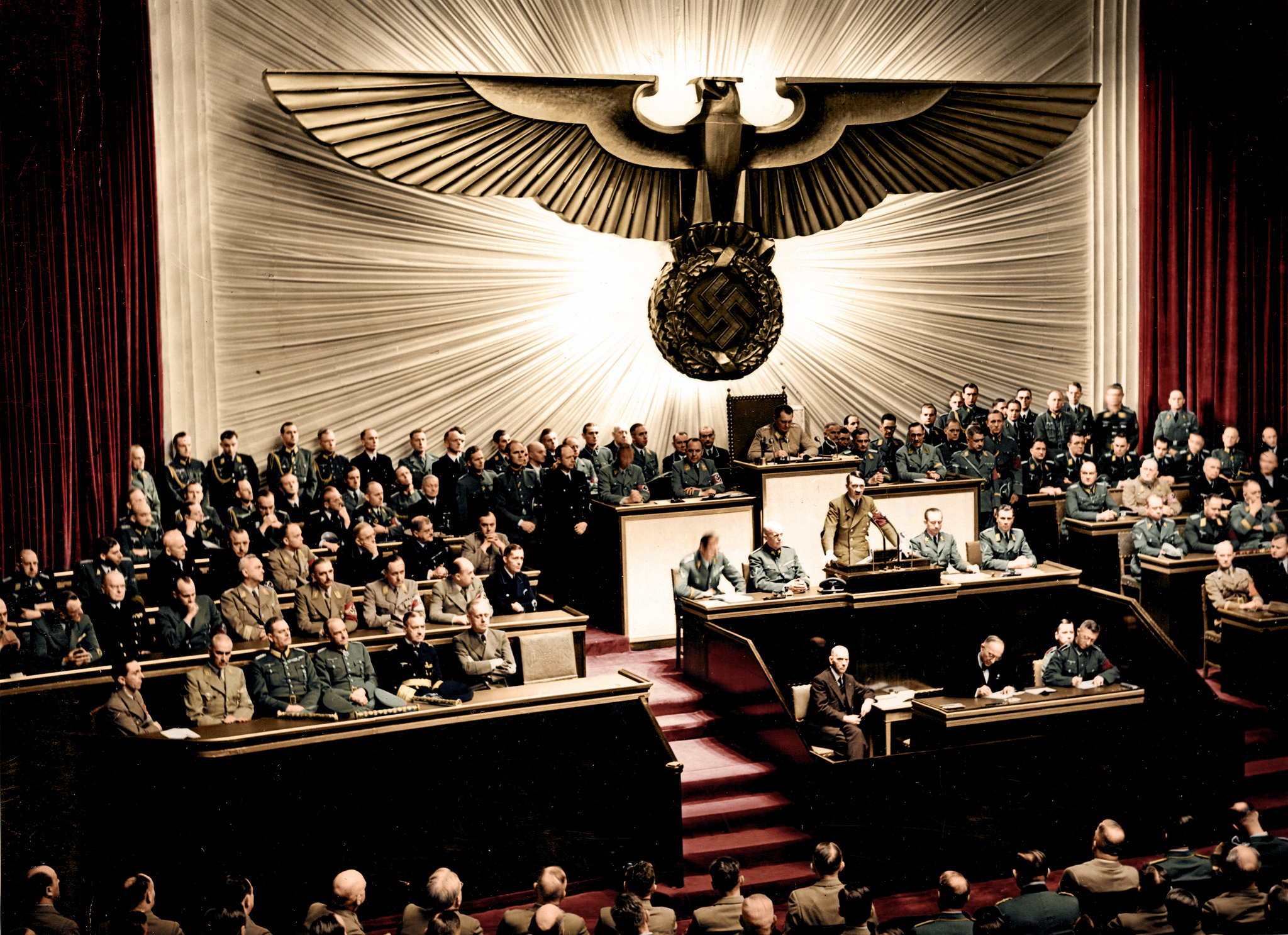
Адольф Гитлер выступает с речью в Рейхстаге, 11 декабря 1941 года

Крайние формы национализма нередко ассоциируются с экстремизмом и ведут к острым внутренним или межгосударственным конфликтам. В большинстве стран крайний национализм официально признаётся социально опасным явлением. В России разжигание межнациональной розни относится к уголовным преступлениям.
Стремление выделить для нации, проживающей внутри страны, своё государство приводит к сепаратизму.
Радикальный государственный национализм является ключевой составляющей нацизма. Многие этнические националисты разделяют идеи национального превосходства и национальной исключительности (см. шовинизм), а также культурной и религиозной нетерпимости (см. ксенофобия). Свои точки зрения они обосновывают большей частью вымышленной историей и тенденциозной трактовкой фактов.
Ряд международных документов, в том числе Всеобщая декларация прав человека и Международная конвенция о ликвидации всех форм расовой дискриминации, осуждают этническую дискриминацию и ставят её вне закона.
При изучении этого сложного явления следует учитывать реальную разницу между нацизмом, фашизмом и национализмом. Иначе совершенно невозможно всерьёз говорить о каждом из них в их действительной онтологии.
Характерная для национализма размытость идеологии и эклектичная структура политических движений часто открывает возможности для политики «двойных стандартов». Например, стремящиеся к сохранению своей культуры «нации-гегемоны» обвиняют в великодержавном шовинизме, называют сепаратизмом борьбу малых народов за национальную независимость , — и наоборот.
Некоторые сторонники модернизма (см. Национализм (изучение)) полагают, что крайний национализм является пережитком доиндустриальной эры, который проявляет себя в виде периодических вспышек, но со временем отомрёт или перетечёт в более «приемлемый» патриотизм. Это находит подтверждение в том, что различные формы крайнего национализма легко смешиваются. Например, ксенофобия направлена прежде всего против самих иностранцев, а не против культурного импорта (этнических ресторанов, фильмов, моды и т. д.).
Ксенофобия препятствует ассимиляции, поскольку если большинство не считает этнические меньшинства частью нации, то меньшинства тем более испытывают затруднения с такой идентификацией.